# Cibera
Cibera fue una  biblioteca virtual alemana especializada en Iberoamérica, España y Portugal. Desde noviembre del año 2004 Cibera se encontraba disponible en línea y ofrecía un punto de acceso centralizado para la búsqueda en Internet de información especializada en la cultura de los países de lengua española y portuguesa. (estuvo operativa hasta 2017)
El portal permite la incorporación, búsqueda y visualización gratuita de textos digitales completos, revistas y enlaces a recursos relacionados en internet, así como el acceso a bases de datos especializadas, la búsqueda en catálogos temáticos y en un archivo de prensa.
Cibera es una iniciativa desarrollada conjuntamente por las siguientes instituciones: 
- el Instituto Iberoamericano de Berlín (Ibero-Amerikanisches Institut) -responsable principal-,
- el Instituto de Estudios Iberoamericanos de Hamburgo (Institut für Iberoamerika-Kunde Hamburg),
- la Biblioteca Estatal y Universitaria de Bremen (Staats- und Universitätsbibliothek Bremen),
- la Biblioteca Estatal y Universitaria de Hamburgo (Staats- und Universitätsbibliothek Hamburg Carl von Ossietzky) y
- la Universidad de Münster (Westfälische Wilhelms-Universität Münster).

El proyecto está financiado por la Sociedad Alemana de Investigación (Deutsche Forschungsgemeinschaft), y forma parte del portal científico alemán Vascoda.

## Las ofertas más destacadas
- El acceso a los catálogos de nueve bibliotecas especializadas.
- Una colección de enlaces a recursos electrónicos escogidos atendiendo a su calidad científica y catalogados según criterios bibliotecarios.
- Una colección de textos digitales completos, integrada principalmente por literatura gris, documentos universitarios y artículos de revistas en línea.
- Un archivo de prensa compuesto por artículos seleccionados de la edición en línea de publicaciones periódicas, mayoritariamente diarios latinoamericanos, desde el año 1974.
- Una base de datos acerca de la investigación científica de habla alemana sobre América Latina, con información biográfica y bibliográfica de unos 600 expertas y expertos en diversas disciplinas.
- Metabúsqueda: permite interrogar a todos los recursos de Cibera simultáneamente.

## Publicaciones
- KARL, Annette; MÜHLSCHLEGEL, Ulrike; ULLRICH, Ralf. “Cibera: Virtuelle Fachbibliothek Ibero-Amerika / Spanien / Portugal”. Bibliotheksdienst. 2005,  vol. 39, núm. 12, p.1588-1602. Versión electrónica en PDF, 238kb
- KARL, Annette; DEYLEN, Wiebke von; FARENHOLTZ, Brigitte; MÜHLSCHLEGEL, Ulrike; SCHMOLLING, Regine; STROSETZKI, Christoph; TRAPP, Markus; ULLRICH, Ralf; WALDECK, Brigitte. “Cibera: Virtuelle Fachbibliothek Ibero-Amerika / Spanien / Portugal – Teil 2: Die einzelnen Elemente“ Bibliotheksdienst. 2006,  vol. 40, núm. 1, p. 27-40. Versión electrónica en PDF, 572kb